# Голиков, Николай Иванович (футболист, 1947)
Николай Иванович Голиков (2 июня 1947 — 21 ноября 2011) — советский футболист, полузащитник.
Воспитанник школы «Алюминщик» Новокузнецк, тренер В. Каманицын.
Играл в командах третьей (1966—1967, 1970, 1973, 1977—1979) и второй (1968—1969, 1971, 1974—1976) по силе лигах первенства СССР. Выступал за клубы «Металлург» Новокузнецк (1966—1967), «Кузбасс» Кемерово (1968—1971, 1974—1976), «Трактор» Павлодар (1973), «Шахтёр» Караганда (1977—1978), «Угольщик» Экибастуз (1979).
Начало сезона-1972 провёл в дубле команды высшей лиги «Кайрат» Алма-Ата, затем играл в чемпионате Казахской ССР за «Трактор» Павлодар.